# Londoner Konferenz (1840)
In der Londoner Konferenz (1840) forderten Großbritannien, Österreich und Preußen die Abtrennung von Teilen des Osmanischen Reiches. Die Franzosen waren nicht Teilnehmer, glaubten sich übergangen und nationale Emotionen wurden daher in Frankreich geschürt. Erinnerungen an die Demütigungen von 1815 nach den napoleonischen Kriegen brachen auf und gipfelten in Forderungen auf das Gebiet bis zum gesamten linken Rheinufer für die Grande Nation (→ Rheinkrise).
Siehe auch
- Londoner Vertrag (1840)
- Wiener Kongress
- Geschichte Frankreichs